# العلاقات الأرجنتينية اللاوسية
العلاقات الأرجنتينية اللاوسية هي العلاقات الثنائية التي تجمع بين الأرجنتين ولاوس.

## مقارنة بين البلدين
هذه مقارنة عامة ومرجعية للدولتين:
| وجه المقارنة                                              | الأرجنتين                                               | لاوس        |
| --------------------------------------------------------- | ------------------------------------------------------- | ----------- |
| المساحة (كم2)                                             | 2.78 مليون                                              | 236.80 ألف  |
| عدد السكان (نسمة)                                         | 44.27 مليون                                             | 6.86 مليون  |
| الكثافة السكانية (ن./كم²)                                 | 15.92                                                   | 28.97       |
| العاصمة                                                   | بوينس آيرس                                              | فيينتيان    |
| اللغة الرسمية                                             | اللغة الإسبانية                                         | اللغة اللاو |
| العملة                                                    | البيزو الأرجنتيني 1983 ‏، بيزو أرجنتيني، أسترال أرجنتيني | كيب لاوي    |
| الناتج المحلي الإجمالي (بليون دولار)                      | 637.59 مليار                                            | 16.85 مليار |
| الناتج المحلي الإجمالي (تعادل القوة الشرائية) بليون دولار | 883.02 مليار                                            | 38.71 مليار |
| الناتج المحلي الإجمالي الاسمي للفرد دولار أمريكي          | 13.43 ألف                                               | 1.82 ألف    |
| الناتج المحلي الإجمالي للفرد دولار أمريكي                 |                                                         |             |
| مؤشر التنمية البشرية                                      | 0.827                                                   | 0.575       |
| رمز المكالمات الدولي                                      | +54                                                     | +856        |
| رمز الإنترنت                                              | .ar                                                     | .la         |
| المنطقة الزمنية                                           | 00                                                      | ت ع م+07:00 |

## منظمات دولية مشتركة
يشترك البلدان في عضوية مجموعة من المنظمات الدولية، منها:
| علم المنظمة | اسم المنظمة                        | تاريخ انضمام الأرجنتين | تاريخ انضمام لاوس |
| ----------- | ---------------------------------- | ---------------------- | ----------------- |
|             | مؤسسة التنمية الدولية              | 3 أغسطس 1962           | 28 أكتوبر 1963    |
|             | مؤسسة التمويل الدولية              | 13 أكتوبر 1959         | 29 يناير 1992     |
|             | منظمة حظر الأسلحة الكيميائية       | ?                      | ?                 |
|             | الأمم المتحدة                      | 24 أكتوبر 1945         | 14 ديسمبر 1955    |
|             | منظمة الشرطة الجنائية الدولية      | ?                      | ?                 |
|             | البنك الدولي للإنشاء والتعمير      | 20 سبتمبر 1956         | 5 يوليو 1961      |
|             | وكالة ضمان الاستثمار متعدد الأطراف | 11 فبراير 1992         | 5 أبريل 2000      |
|             | يونسكو                             | 15 سبتمبر 1948         | 9 يوليو 1951      |

## وصلات خارجية
- موقع وزارة الخارجية الأرجنتينية